# Berenloop
De Berenloop is een hardloopwedstrijd, die jaarlijks in de maand november op Terschelling wordt gehouden. Er wordt gelopen op een grotendeels onverhard parcours over de afstanden halve marathon en marathon.
De loop werd voor het eerst gehouden op 26 oktober 1997 als samenwerkingsverband tussen SV Friesland en Stichting Promotie Brandaris. De marathon was oorspronkelijk bedacht als afsluiting van themajaar "400 jaar Willem Barentsz". De loop ontleent zijn naam aan Willem Barentsz, die in 1596 via het noorden naar Azië wilde varen. Hij kwam hierbij vast te zitten bij Nova Zembla en overwinterde door op ijsberen te jagen. Bij de eerste loop werd er gehoopt op 400 deelnemers, maar er stonden uiteindelijk 800 deelnemers aan de start. Het deelnemersaantal klom in 2007 tot ruim 4000. Sinds 1999 wordt er gelopen met een ChampionChip. Aan de wedstrijd is meestal het Fries kampioenschap op de hele en halve marathon verbonden.
In 2012 bedraagt de tijdslimiet voor de marathon vijf uur. Het prijzengeld is 250 euro voor de snelste loper op de halve en de hele marathon. Voor een verbetering van het parcoursrecord is 250 euro extra te verdienen. De zaterdag voor de wedstrijd vindt er een loop plaats over 5 km en 10 km. Wegens slechte weersomstandigheden werd er in 2013 alleen een 5 km en 10 km gelopen.
In het magazine Runner’s World is de Terschelling Marathon bovendien als een van de zwaarste marathons van Nederland betiteld.

## Statistieken

### Parcoursrecords
| afstand        | geslacht | naam                  | jaar | tijd    |
| -------------- | -------- | --------------------- | ---- | ------- |
| marathon       | heren    | Remon van Lunzen      | 2010 | 2:27.20 |
| marathon       | dames    | Mariska Kramer-Postma | 2004 | 2:52.54 |
| halve marathon | heren    | Alan Masai Ndiwa      | 2007 | 1:04.40 |
| halve marathon | dames    | Reina Visser          | 2011 | 1:16.36 |

### Top 10 finishtijden
De gemiddelde tijd van de snelste 10 finishtijden bedraagt 2:31.01,7. Zie ook Lijst van snelste marathonsteden.
| Rang | Naam             | Land | Tijd    | Jaar  | Plek |
| ---- | ---------------- | ---- | ------- | ----- | ---- |
| 1    | Remon van Lunzen | NED  | 2:27.20 | 2010  | 1    |
| 2    | Iwan Kamminga    | NED  | 2:28.14 | 2014  | 1    |
| 3    | Aart Stigter     | NED  | 2:28.50 | 1999* | 1    |
| 4    | Aart Stigter     | NED  | 2:31.01 | 1998* | 1    |
| 5    | Benjamin Kok     | NED  | 2:31.12 | 2008  | 1    |
| 6    | Iwan Kamminga    | NED  | 2:31.29 | 2015  | 1    |
| 7    | Saher Yousef     | IRQ  | 2:32.30 | 2005  | 1    |
| 8    | Jan Venhuizen    | NED  | 2:32.51 | 2011  | 1    |
| 9    | Chris Hemstede   | NED  | 2:32.58 | 2008  | 2    |
| 10   | Jan Venhuizen    | NED  | 2:33.52 | 2012  | 1    |

(bijgewerkt t/m 2016)

### Winnaars marathon
| Jaar            | Snelste man         | Land      | Tijd    | Snelste vrouw             | Land      | Tijd    |
| --------------- | ------------------- | --------- | ------- | ------------------------- | --------- | ------- |
| 26 oktober 1997 | Frans Bekhuis       | Nederland | 2:39.37 | Mariska Postma            | Nederland | 3:05.31 |
| 3 november 1998 | Aart Stigter        | Nederland | 2:31.01 | Mariska Postma            | Nederland | 3:02.53 |
| 7 november 1999 | Aart Stigter        | Nederland | 2:28.50 | Mariska Postma            | Nederland | 2:59.18 |
| 5 november 2000 | Kosta Poltavets     | Rusland   | 2:38.58 | Mariska Kramer-Postma     | Nederland | 2:57.09 |
| 4 november 2001 | Saher Yousef        | Irak      | 2:35.07 | Mariska Kramer-Postma     | Nederland | 3:00.43 |
| 3 november 2002 | Herman Hofstee      | Nederland | 2:37.01 | Mariska Kramer-Postma     | Nederland | 2:53.00 |
| 2 november 2003 | Saher Yousef        | Irak      | 2:37.41 | Mirjam Bijlsma-Veldman    | Nederland | 3:00.54 |
| 9 november 2004 | Saher Yousef        | Irak      | 2:35.23 | Mariska Kramer-Postma     | Nederland | 2:52.54 |
| 6 november 2005 | Saher Yousef        | Irak      | 2:32.30 | Mariska Kramer-Postma     | Nederland | 2:55.28 |
| 5 november 2006 | Saher Yousef        | Irak      | 2:39.06 | Regina Knoester           | Nederland | 3:13.07 |
| 4 november 2007 | Saher Yousef        | Irak      | 2:38.25 | Bertha Bruggenkamp        | Nederland | 3:15.38 |
| 2 november 2008 | Benjamin Kok        | Nederland | 2:31.12 | Klara Davina              | Nederland | 3:20.26 |
| 8 november 2009 | Christiaan Hemstede | Nederland | 2:40.51 | Ida Verduin               | Nederland | 3:17.22 |
| 7 november 2010 | Remon van Lunzen    | Nederland | 2:27.20 | Inge van Schaick          | Nederland | 3:11.14 |
| 6 november 2011 | Jan Venhuizen       | Nederland | 2:32.51 | Mariska Kramer-Postma     | Nederland | 2:54.10 |
| 4 november 2012 | Jan Venhuizen       | Nederland | 2:33.52 | Vanessa Hartman           | Nederland | 3:06.16 |
| 8 november 2015 | Iwan Kamminga       | Nederland | 2:31.29 | Immy Auck Kersbergen      | Nederland | 2:54.25 |
| 6 november 2016 | Hidde Bekhuis       | Nederland | 2:48.55 | Marjan Oostinga           | Nederland | 3:07.30 |
| 5 november 2017 | Riekele Kobes       | Nederland | 2:38.27 | Jacolien Ruizendaal       | Nederland | 3:14.54 |
| 4 november 2018 | Jan Stuursma        | Nederland | 2:33.46 | Marjan Oostinga           | Nederland | 2:58.50 |
| 3 november 2019 | Olfert Molenhuis    | Nederland | 2:28.59 | Marjan Helmantel-Oostinga | Nederland | 3:07.19 |
| 7 november 2021 | Olfert Molenhuis    | Nederland | 2:35.32 | Mireille Baart            | Nederland | 2:56.41 |

### Winnaars halve marathon
| Jaar            | Snelste man        | Land      | Tijd    | Snelste vrouw          | Land      | Tijd    |
| --------------- | ------------------ | --------- | ------- | ---------------------- | --------- | ------- |
| 26 oktober 1997 | Rudi van der Lelie | Nederland | 1:12.54 | Maaike Hornstra        | Nederland | 1:22.43 |
| 3 november 1998 | Gerrit Kramer      | Nederland | 1:08.20 | Maaike Hornstra        | Nederland | 1:23.52 |
| 7 november 1999 | Herman Couperus    | Nederland | 1:10.56 | Maaike Hornstra        | Nederland | 1:24.30 |
| 5 november 2000 | Koen Raymaekers    | Nederland | 1:07.13 | Mirjam Bijlsma-Veldman | Nederland | 1:21.41 |
| 4 november 2001 | Koen Raymaekers    | Nederland | 1:09.39 | Miriam Bijlsma-Veldman | Nederland | 1:21.11 |
| 3 november 2002 | Koen Raymaekers    | Nederland | 1:07.42 | Edith Kortekaas        | Nederland | 1:18.18 |
| 2 november 2003 | Koen Raymaekers    | Nederland | 1:06.20 | Silvia Kruijer         | Nederland | 1:24.06 |
| 9 november 2004 | Erik Niemeijer     | Nederland | 1:11.19 | Mirjam Bijlsma-Veldman | Nederland | 1:19.11 |
| 6 november 2005 | Benjamin Kok       | Nederland | 1:13.20 | Saskia van Vugt        | Nederland | 1:19.58 |
| 5 november 2006 | Erik Negerman      | Nederland | 1:13.38 | Kristijna Loonen       | Nederland | 1:19.03 |
| 4 november 2007 | Alan Masai Ndiwa   | Kenia     | 1:04.40 | Ingrid Prigge          | Nederland | 1:20.22 |
| 2 november 2008 | Pim Molenaar       | Nederland | 1:11.23 | Mariska Kramer-Postma  | Nederland | 1:16.40 |
| 8 november 2009 | Michel Butter      | Nederland | 1:07.13 | Inge de Jong           | Nederland | 1:18.28 |
| 7 november 2010 | Erik Negerman      | Nederland | 1:10.20 | Saskia van Vugt        | Nederland | 1:17.54 |
| 6 november 2011 | Erik Negerman      | Nederland | 1:10.36 | Reina Visser           | Nederland | 1:16.36 |
| 4 november 2012 | Erik Negerman      | Nederland | 1:11.19 | Yvonne Kassenberg      | Nederland | 1:20.32 |
| 8 november 2015 | Ronald Schröer     | Nederland | 1:09.04 | Jacelyn Gruppen        | Nederland | 1:18.17 |
| 6 november 2016 | Erik Negerman      | Nederland | 1:12.01 | Jessica Oosterloo      | Nederland | 1:17.25 |
| 5 november 2017 | Erik Negerman      | Nederland | 1:13.30 | Jacelyn Gruppen        | Nederland | 1:17.46 |
| 4 november 2018 | Olfert Molenhuis   | Nederland | 1:10.00 | Jessica Oosterloo      | Nederland | 1:17.48 |
| 3 november 2019 | Paul Geertsma      | Nederland | 1:11.44 | Jessica Oosterloo      | Nederland | 1:21.45 |
| 7 november 2021 | Jan Stuursma       | Nederland | 1:11.12 | Jacelyn Gruppen        | Nederland | 1:17.01 |

Actief:
Amsterdam ·
Burgh-Haamstede ·
Eindhoven ·
Enschede ·
Etten-Leur ·
Hilvarenbeek ·
Hoorn ·
Leiden ·
Oosterbierum ·
Rotterdam ·
Spijkenisse ·
Terneuzen ·
Terschelling ·
Utrecht ·
Zaltbommel

Niet meer actief:
Apeldoorn ·
Den Haag ·
Den Haag (strand) ·
Groningen Stad Marathon ·
Hoofddorp ·
Klazienaveen ·
Leeuwarden ·
Maassluis ·
Meerssen ·
Noordseschut ·
Scheveningen-Zandvoort ·
Schoorl ·
Amersfoort ·
Amsterdam ·
Breda ·
Den Haag ·
Den Helder ·
Dordrecht ·
Drunen ·
Eindhoven ·
Egmond aan Zee ·
Enschede ·
Etten-Leur ·
Haarlem ·
Haarlemmermeer ·
Hoorn ·
Leeuwarden ·
Leiden ·
Linschoten ·
Monster ·
Nijmegen ·
Pijnacker ·
Schoorl ·
Spijkenisse ·
Terschelling ·
Texel ·
Utrecht ·
Venlo ·
Zandvoort ·
Zwolle